# Équipe d'Angleterre des moins de 19 ans de football
Cet article traite de l'équipe masculine. Pour l'équipe féminine, voir Équipe d'Angleterre féminine de football des moins de 19 ans.
Maillots
L'équipe d'Angleterre de football des moins de 19 ans est constituée par une sélection des meilleurs joueurs anglais de moins de 19 ans sous l'égide de la Fédération d'Angleterre de football. Cette équipe a remporté à dix reprises le championnat d'Europe des moins de 19 ans.

## Parcours

### Parcours en Championnat d'Europe
| Année | Tour                                                  | MJ                                                    | V                                                     | N*                                                    | D                                                     | Bp.                                                   | Bc.                                                   |                                                       |
| ----- | ----------------------------------------------------- | ----------------------------------------------------- | ----------------------------------------------------- | ----------------------------------------------------- | ----------------------------------------------------- | ----------------------------------------------------- | ----------------------------------------------------- | ----------------------------------------------------- |
| 2002  | Phase de groupes                                      | 3                                                     | 0                                                     | 2                                                     | 1                                                     | 6                                                     | 7                                                     |                                                       |
| 2003  | Phase de groupes                                      | 3                                                     | 1                                                     | 0                                                     | 2                                                     | 3                                                     | 5                                                     |                                                       |
| 2004  | Tour élite                                            | Tour élite                                            | Tour élite                                            | Tour élite                                            | Tour élite                                            | Tour élite                                            | Tour élite                                            | Tour élite                                            |
| 2005  | Vice-champion                                         | 5                                                     | 2                                                     | 2                                                     | 1                                                     | 9                                                     | 8                                                     |                                                       |
| 2006  | Tour élite                                            | Tour élite                                            | Tour élite                                            | Tour élite                                            | Tour élite                                            | Tour élite                                            | Tour élite                                            | Tour élite                                            |
| 2007  | Tour élite                                            | Tour élite                                            | Tour élite                                            | Tour élite                                            | Tour élite                                            | Tour élite                                            | Tour élite                                            | Tour élite                                            |
| 2008  | Phase de groupes                                      | 3                                                     | 1                                                     | 1                                                     | 1                                                     | 3                                                     | 2                                                     |                                                       |
| 2009  | Vice-champion                                         | 5                                                     | 2                                                     | 2                                                     | 1                                                     | 13                                                    | 7                                                     |                                                       |
| 2010  | Demi-finale                                           | 4                                                     | 1                                                     | 1                                                     | 2                                                     | 5                                                     | 7                                                     |                                                       |
| 2011  | Tour élite                                            | Tour élite                                            | Tour élite                                            | Tour élite                                            | Tour élite                                            | Tour élite                                            | Tour élite                                            | Tour élite                                            |
| 2012  | Demi-finale                                           | 4                                                     | 2                                                     | 1                                                     | 1                                                     | 6                                                     | 5                                                     |                                                       |
| 2013  | Tour élite                                            | Tour élite                                            | Tour élite                                            | Tour élite                                            | Tour élite                                            | Tour élite                                            | Tour élite                                            | Tour élite                                            |
| 2014  | Tour élite                                            | Tour élite                                            | Tour élite                                            | Tour élite                                            | Tour élite                                            | Tour élite                                            | Tour élite                                            | Tour élite                                            |
| 2015  | Tour élite                                            | Tour élite                                            | Tour élite                                            | Tour élite                                            | Tour élite                                            | Tour élite                                            | Tour élite                                            | Tour élite                                            |
| 2016  | Demi-finale                                           | 4                                                     | 3                                                     | 0                                                     | 1                                                     | 7                                                     | 4                                                     |                                                       |
| 2017  | Champion                                              | 5                                                     | 5                                                     | 0                                                     | 0                                                     | 10                                                    | 2                                                     |                                                       |
| 2018  | Phase de groupes                                      | 4                                                     | 1                                                     | 1                                                     | 2                                                     | 4                                                     | 11                                                    |                                                       |
| 2019  | Tour élite                                            | Tour élite                                            | Tour élite                                            | Tour élite                                            | Tour élite                                            | Tour élite                                            | Tour élite                                            | Tour élite                                            |
| 2020  | Annulé en raison de la pandémie de Covid-19 en Europe | Annulé en raison de la pandémie de Covid-19 en Europe | Annulé en raison de la pandémie de Covid-19 en Europe | Annulé en raison de la pandémie de Covid-19 en Europe | Annulé en raison de la pandémie de Covid-19 en Europe | Annulé en raison de la pandémie de Covid-19 en Europe | Annulé en raison de la pandémie de Covid-19 en Europe | Annulé en raison de la pandémie de Covid-19 en Europe |
| 2021  | Annulé en raison de la pandémie de Covid-19 en Europe | Annulé en raison de la pandémie de Covid-19 en Europe | Annulé en raison de la pandémie de Covid-19 en Europe | Annulé en raison de la pandémie de Covid-19 en Europe | Annulé en raison de la pandémie de Covid-19 en Europe | Annulé en raison de la pandémie de Covid-19 en Europe | Annulé en raison de la pandémie de Covid-19 en Europe | Annulé en raison de la pandémie de Covid-19 en Europe |
| 2022  | Champion                                              | 5                                                     | 5                                                     | 0                                                     | 0                                                     | 12                                                    | 2                                                     |                                                       |
| 2023  | Tour élite                                            | Tour élite                                            | Tour élite                                            | Tour élite                                            | Tour élite                                            | Tour élite                                            | Tour élite                                            | Tour élite                                            |
| Total | 11/20                                                 | 45                                                    | 23                                                    | 10                                                    | 12                                                    | 78                                                    | 60                                                    |                                                       |

## Championnat d'Europe de football des moins de 19 ans 2022
Le programme définitif du tournoi a été annoncé le 28 avril 2022.
Les vainqueurs de groupe et les seconds se sont qualifiés pour les demi-finales et pour la phase finale de la Coupe du monde de football des moins de 20 ans 2023.
Toutes les heures sont locales HAEC (UTC+2).

### Groupe B
| Rang | Équipe     | Pts | J | G | N | P | Bp | Bc | Diff |
| ---- | ---------- | --- | - | - | - | - | -- | -- | ---- |
| 1    | Angleterre | 9   | 3 | 3 | 0 | 0 | 7  | 0  | +7   |
| 2    | Israël     | 4   | 3 | 1 | 1 | 1 | 6  | 5  | +1   |
| 3    | Autriche   | 3   | 3 | 1 | 0 | 2 | 5  | 8  | -3   |
| 4    | Serbie     | 1   | 3 | 0 | 1 | 2 | 4  | 9  | -5   |

- Qualifié pour les demi-finales et pour la Coupe du monde des moins de 20 ans 2023
- Dispute le match de qualification pour la Coupe du monde des moins de 20 ans 2023

1re journée
| 19 juin 2022 | Angleterre                   | 2 - 0   | Autriche | Národný Atletický Štadión, Banská Bystrica |                                   |
| 20:00 CEST   | Chukwuemeka 43e · Devine 65e | (1 - 0) |          | Arbitrage : Manfredas Lukjančukas          | Arbitrage : Manfredas Lukjančukas |
| 20:00 CEST   | Rapport                      |         |          | Arbitrage : Manfredas Lukjančukas          | Arbitrage : Manfredas Lukjančukas |

2e journée
| 22 juin 2022 | Angleterre                                         | 4 - 0   | Serbie | Národný Atletický Štadión, Banská Bystrica |                          |
| 20:00 CEST   | Scarlett 5e 40e · Chukwuemeka 68e · Jebbison 90+1e | (2 - 0) |        | Arbitrage : Morten Krogh                   | Arbitrage : Morten Krogh |
| 20:00 CEST   | Rapport                                            |         |        | Arbitrage : Morten Krogh                   | Arbitrage : Morten Krogh |

3e journée
| 25 juin 2022 | Israël  | 0 - 1   | Angleterre | Mestský štadión, Žiar nad Hronom  |                                   |
| 20:00 CEST   |         | (0 - 1) | 6e Delap   | Arbitrage : Giorgi Kikacheishvili | Arbitrage : Giorgi Kikacheishvili |
| 20:00 CEST   | Rapport |         |            | Arbitrage : Giorgi Kikacheishvili | Arbitrage : Giorgi Kikacheishvili |

### Phase à élimination directe
Les vainqueurs se qualifient pour la Coupe du monde de football des moins de 20 ans 2023.
|  | Demi-finales | Demi-finales | Demi-finales | Demi-finales |        |        | Finale           | Finale           | Finale           | Finale           |
|  |              |              |              |              |        |        |                  |                  |                  |                  |
|  | 28 juin 2022 | 28 juin 2022 | 28 juin 2022 | 28 juin 2022 |        |        | 1er juillet 2022 | 1er juillet 2022 | 1er juillet 2022 | 1er juillet 2022 |
|  | France       | France       | 1            | 1            |        |        | 1er juillet 2022 | 1er juillet 2022 | 1er juillet 2022 | 1er juillet 2022 |
|  | France       | France       | 1            | 1            |        |        | 1er juillet 2022 | 1er juillet 2022 | 1er juillet 2022 | 1er juillet 2022 |
|  | Israël       | Israël       | 2            | 2            |        |        | 1er juillet 2022 | 1er juillet 2022 | 1er juillet 2022 | 1er juillet 2022 |
|  | Israël       | Israël       | 2            | 2            | Israël | Israël | 1                | 1                |                  |                  |
|  | 28 juin 2022 |              |              |              | Israël | Israël | 1                | 1                |                  |                  |
|  |              |              | Angleterre   | Angleterre   | 3 ap   | 3 ap   |                  |                  |                  |                  |
|  | Angleterre   | Angleterre   | Angleterre   | Angleterre   | 3 ap   | 3 ap   | 2                | 2                |                  |                  |
|  | Angleterre   | Angleterre   |              |              |        |        |                  | 2                |                  |                  |
|  | Italie       | Italie       | 1            | 1            |        |        |                  |                  |                  |                  |
|  | Italie       | Italie       | 1            | 1            |        |        |                  |                  |                  |                  |

### Demi-finales
| Demi-finale 2           | Angleterre              | 2 - 1   | Italie             | MOL Aréna, Dunajská Streda |             |
| 28 juin 2022 17:00 CEST | Scott 58e · Quansah 82e | (0 - 1) | 12e (pen.) Miretti | Arbitrage :                | Arbitrage : |

### Finale
| Finale                      | Israël     | 1 - 3 a. p.    | Angleterre                                 | Stade Antona-Malatinského, Trnava |             |
| 1er juillet 2022 20:00 CEST | Gloukh 40e | (1 - 0, 1 - 1) | Doyle 52e · Chukwuemeka 108e · Ramsey 116e | Arbitrage :                       | Arbitrage : |

## Palmarès
- Championnat d'Europe de football des moins de 19 ans : (11) 1948, 1963, 1964, 1971, 1972, 1973, 1975, 1980, 1993[2], 2017, 2022